# 打擊恐怖主義行動
打擊恐怖主義行動（阿拉伯语：‎）是伊拉克政府在安巴尔省反擊伊斯兰国的一次軍事行動，其主旨在於奪回费卢杰，作戰起始日為2016年5月22日。此次軍事行動開始前，政府軍對費盧傑的包圍已歷時3個月。

## 背景
费卢杰是在伊拉克的伊斯蘭國武裝份子首先奪取的城市，其在2014年1月陷落。之後，伊拉克軍隊開始進行反攻。在2015年12月，伊拉克奪回拉馬迪後，伊斯蘭國軍隊開始禁止费卢杰的居民離開城市。

## 戰前準備
伊拉克軍方在2016年5月22日發表聲明，要求在戰場的居民應盡速尋找安全途徑離開；軍方並表示，如果無法離開戰場的居民，應在屋頂高掛白旗。

## 攻勢
海德尔·阿巴迪已下令在5月23日（週一）早上發動攻勢。阿巴迪稱：「要讓伊拉克國旗高揚在费卢杰的土地上。」
2016年5月30日，伊拉克政府宣佈政府軍已控制費盧杰的外圍城鎮。6月26日，政府軍宣稱已完全解放費盧杰。